# 前将军
前将军，始於秦漢時代高階將官，是中国古代武官职的一种，多见于两汉及三国时期。
据《后汉书》中的《百官一》篇所述，前将军位居大将军、骠骑将军、车骑将军之后，与后将军、左将军、右将军同级，位上卿。

## 兩漢時將官位階考
漢朝時沿革實行秩位制，常將大司馬與大將軍位居上公，驃騎、車騎、衛將軍位比三公（三司），前、左、右、後將軍則位居上卿之列，皆屬漢朝中央直屬的重號將軍，高於諸名號軍。

## 著名受任者
著名的前将军有西汉时期的李广，東漢末期的董卓，三国时期蜀漢的关羽、李嚴，魏国的夏侯惇（魏文帝曹丕称帝後，升为大将军）、张辽、滿寵，和吴国的朱桓等。